# Хроніка одного дня
«Хроніка одного дня» — радянський чорно-білий драматичний художній фільм 1963 року, знятий режисером Вітаутасом Жалакявічусом на Литовській кіностудії.

## Сюжет
Герої фільму — старий комуніст, скромний службовець Римша та молодий учений Венцкус, учень академіка Муратова, старого друга Римші, з яким він разом боровся з голодом у післяреволюційній Росії та воював в Іспанії. Вперше Римша і Венцкус стикаються в суді, де Римша — народний засідатель, а Венцкус виступає як єдиний свідок у справі про вбивство. Свідок під час вбивства молодого хлопця стояв, сховавшись від дощу під деревом, і спокійно спостерігав за бійкою. Римша не розуміє, чому свідок не спробував запобігти вбивству, і хоча суд зняв підозри з Венцкуса, Римша переконаний у його винності. Потім вони зустрічаються випадково в аеропорту, готуючись відлетіти одним і тим самим рейсом літака в Ленінград. Між героями виникає суперечка, дається взнаки відмінність їхніх характерів та переконань. Розвиток сюжету визначається не будь-якими зовнішніми подіями, а напруженням, гостротою полеміки між Римшею і Венцкусом. Вона і є основою фільму.

## У ролях
- Бронюс Бабкаускас — Римша (дублював Юхим Копелян)
- Іван Дмитрієв — Муратов
- Альгімантас Масюліс — Венцкус (дублював Лев Жуков)
- Ельвіра Жебертавічюте — Яніна (дублювала Олександра Зав'ялова)
- Ігор Озеров — Борис
- Донатас Баніоніс — Донатас (дублював Микола Харитонов)
- Еугенія Шулгайте — Марія Рімшене
- Нійоле Вікірайте — Дайна
- Хенрікас Паулаускас — суддя
- А. Ковилін — епізод
- П. Миронов — епізод
- Еляна Пятраускене — адміністратор готелю
- Г. Таратайкін — епізод
- Ілля Рудас — пасажир в літаку
- Регіна Восілюте — епізод
- Антанас Шурна — Томас Римша в юності
- Володимир Гаєв — Муратов в юності
- Регімантас Адомайтіс — пілот
- Отонас Ланяускас — епізод
- Вітаутас Томкус — комсомолець
- Володимир Єфремов — пасажир в літаку

## Знімальна група
- Режисер — Вітаутас Жалакявічус
- Сценарист — Вітаутас Жалакявічус
- Оператор — Альгірдас Арамінас
- Художник — Альгірдас Нічюс